# بوب لي (لاعب كرة قدم أمريكية)
بوب لي (بالإنجليزية: Bob Lee) هو لاعب كرة قدم أمريكية أمريكي، ولد في 7 أغسطس 1946 في كولومبوس في الولايات المتحدة.

## وصلات خارجية
- بوب لي على موقع مرجع كرة القدم المحترفة.كوم (الإنجليزية)